# Moses Marshall
Moses Marshall (West Bradford, Pensilvânia, 30 de novembro de 1758 – Filadélfia, 13 de outubro de 1813) foi um médico, horticultor e botânico norte-americano.

## Biografia
Moses era sobrinho do botânico Humphrey Marshall (1722-1801). Após uma educação clássica estudou medicina de 1776 até 1779 em Wilmington, Delaware, com o professor Dr. Nicholas Way. Durante a Revolução, principalmente na Batalha de Branywine (1777), teve a oportunidade única de adestrar  suas habilidades de cirurgião. Prontamente  abandonou a prática médica para ajudar seu tio expandir uma  empresa de botânica e horticultura.  
A partir de 1778, participando inteiramente na empresa de seu tio, tornou-se um botânico habilidoso ajudando na localização, identificação, venda e remessas de plantas.
Participou de várias expedições de exploração e coleta de plantas,  entre elas  a expedição para a exploração da região do Rio Missouri em 1785, financiada e organizada por cientistas e membros da  Sociedade Filosófica Americana.
Em torno de 1790 perdeu o interesse pela botânica, em parte por assumir uma variedade de outras atribuições e em parte por razões pessoais. Em 1796 assumiu um posto na Justiça de Paz do Condado de Chester e, em 1797, casou-se com Alice Pennock, com quem teve seis filhos.
Com a morte do seu tio em 1801  o horto botânico foi negligenciado, restando muito pouco das anotações botânicas de algum valor científico.
O gênero   botânico Marshallia da família das  Asteraceae foi nomeado em sua homenagem.